# Värlingsö

Värlingsö, Hargs socken, Östhammars kommun, Uppsala län. Bebodd ö i norra Roslagen på cirka 3 kvadratkilometer utan broförbindelse till fastlandet. Ön ligger mellan Tvärnö i norr, Hargshamn i söder, Galtfjärden i öster och Östhammarsfjärden i väster.

.